# Херсоновка (Оренбурзький район)
Херсо́новка (рос. Херсоновка) — хутір у складі Оренбурзького району Оренбурзької області, Росія.

## Населення
Населення — 9 осіб (2010; 12 у 2002).
Національний склад (станом на 2002 рік):
- росіяни — 59 %